# Brachycaudus divaricatae
Brachycaudus divaricatae är en insektsart som beskrevs av Shaposhnikov 1956. Brachycaudus divaricatae ingår i släktet Brachycaudus och familjen långrörsbladlöss. Inga underarter finns listade i Catalogue of Life.